# 심승현
심승현(1971년 3월 24일 ~ )은 대한민국 만화가이자 카툰 작가이다. 강원도 강릉시에서 태어났으며 2002년 《파페포포 메모리즈》를 통해 독자들에게 잘 알려진 작가로 유명하다.

## 학력사항
- 한경대학교 식물학 학사 졸업

## 수상
- 2003년 대한민국 만화대상 우수상
- 2003년 제2회 한국대학생대중문화감시단 촛불상
- 2009년 대한민국 만화대상 대통령상

## 주요작품

### 만화
- 《파페포포 메모리즈》
- 《파페포포 투게더》
- 《프라미스》
- 《파페포포 안단테》
- 《견디지 않아도 괜찮아》
- 《파페포포 레인보우》
- 《파페포포 기다려》
- 《사랑까지 딱 한걸음》
- 《파페포포 리멤버》

### 웹툰
- 《파페포포》

## 홍보대사 및 기타 활동
- 2004년 한국청소년상담원 제1기 명예청소년상담사
- 2005년 통일부 통일 홍보 캐릭터 선정
- 2006년 한국청소년상담원 홍보대사
- 2009년 한국JTS 홍보대사